# Каренас
Каренас (ісп. Carenas) — муніципалітет в Іспанії, у складі автономної спільноти Арагон, у провінції Сарагоса. Населення — 195 осіб (2010).
Муніципалітет розташований на відстані близько 190 км на північний схід від Мадрида, 85 км на південний захід від Сарагоси.
На території муніципалітету розташовані такі населені пункти: (дані про населення за 2010 рік)
- Каренас: 194 особи
- Ла-Транкера: 1 особа

## Демографія
Динаміка населення (INE ):